# Pļaviņas
Pļaviņas es la capital del municipio homónimo de la región letona de Zemgale, con una población a fecha de 1 de enero de 2018 era de 5031 habitantes.
Se encuentra ubicada en el centro-sur del país, al sur de Riga y al norte de la frontera con Lituania.